# Амінта (цар Галатії)
Амінта  (* Ἀμύντας, д/н —25 до н. е.) — цар Галатії, Лікаонії, Ісаврії, Пісідії, Памфілії з 36 до 25 року до н. е., тетрарх галатського племені трокміїв.

## Життєпис
Походив зі знатного роду галатів-трокміїв. Син Брогітара, царя та тетрарха трокміїв, та Адобогіони, доньки Дейотара, царя Галатії. Після смерті батька у 50 році до н. е. перейшов на службу до свого діда, який захопив землі Брогітара. В подальшому перебував на службі Дейотара. За наказом останнього очолював війська галатів, що билися на боці Кассія та Брута у битві при Філіпах проти Октавіана та Марка Антонія.
Зумів врятуватися й встановив гарні стосунки з Марком Антонієм. У 36 році до н. е. за допомогою останнього отримав владу над Галатією (після смерті свого двоюрідного брата Кастора). Також отримав владу над Лікаонією, Памфілією, Пісідією, Ісаврією, західною Кілікією.
Залишався вірним Антонію до битви при Актіумі. За імператора Августа зберіг свої володіння. Водночас багато зробив для приборкання піратів у Малій Азії. Також переміг Антипатра, володаря Дерби й Ларанди з південної Лікаонії, найвпливовішого правителя прибережної частини Малої Азії. Амінті також було доручено слідкувати за безпекою гірської частини Кілікії. Після смерті Амінти у 25 році до н. е. володіння останнього приєднані до Римської імперії. Син Амінти — Артемідор — отримав лише особисте майно та кошти батька.